# Jacob Boelens

Familienwappen der Boelens

Jacob Andriesz Boelens (auch Boelesen und Boelissen genannt) (* im 16. Jahrhundert in Amsterdam; † 1621 ebenda) war ein holländischer Staatsmann und Diplomat und Amsterdamer Regent des Goldenen Zeitalters.

## Biografie

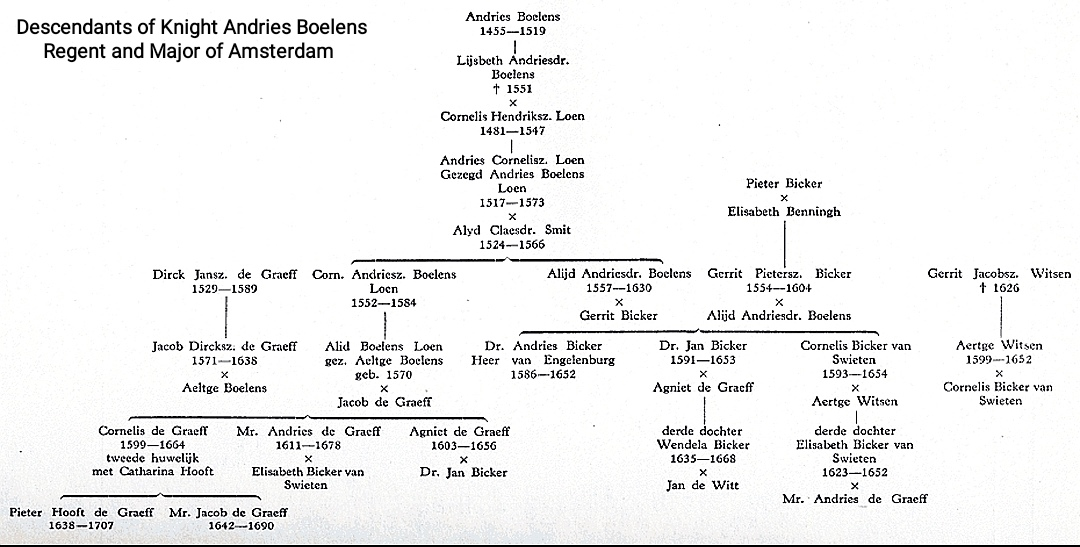
Übersicht über die maßgeblichen Familienbeziehungen der Amsterdamer Oligarchie, Abstammungen von Andries Boelens, um die Geschlechter Boelens Loen, De Graeff, Bicker (van Swieten), Witsen sowie Johan de Witt im Goldenen Zeitalter.

Sein Vater war Andriesz Albertsz Boelens, sein Großvater Amsterdams regierender Bürgermeister Albert Andriesz Boelens. Das Geschlecht der Boelens war auf eine intensive Weise in die Geschichte seiner Heimatstadt eingebunden. Im Jahre 1584 heiratete er Weyntje Dircksz de Graeff, Tochter des Amsterdamer Regenten Dirck Jansz Graeff.
Boelens wurde erstmals im Jahre 1595 mit dem Amt des Bürgermeisters betraut. Seine weiteren Amtszeiten fielen in die Jahre 1598, 1599, 1606, 1607, 1609, 1610, 1612, 1614, 1615, 1618, 1619 und 1621. Im Jahre 1599 war er Hollands Deputierter in Emden, um im Streit zwischen der Stadt und Ostfrieslands Graf Edzard II. zu vermitteln. In den folgenden Jahren war er des Öfteren in diplomatischer Mission reisend und als Deputierter im Felde tätig. Im Jahre 1607 reiste er als Gesandter der niederländischen Generalstaaten zu König Christian IV. nach Dänemark. Boelens war in diesen Jahren auch als holländischer Gesandter am Hof des ostfriesischen Herrschers Edzard II. tätig. In den Jahren 1618 und 1619 war er Mitglied in den niederländischen Generalstaaten. Boelens fertigte gemeinsam mit Hugo Muys van Holy einen Bericht über die Synode von Dordrecht an die Generalstaaten an.